# Ed Card
Edward Frank „Ed“ Card (* 16. Dezember 1946 in Hudson, New York) ist ein ehemaliger US-amerikanischer Bobsportler.
Card wurde auf Grund seiner athletischen Fähigkeiten und Anschubzeiten vom Kraftdreikampf in die Bobmannschaft der Olympischen Winterspiele 1984 in Sarajevo berufen. Mit seinen Teamkollegen Frank Hansen, Brent Rushlaw und James Tyler erreichte er den 16. Platz im Viererbob.
Nach seiner kurzen olympischen Karriere wurde Card in den Vorstand der Vereinigung Athletes Helping Athletes berufen und war dort als Experte für leistungssteigernde Substanzen eingesetzt.